# Ле Пти Фюте
«Ле Пти Фюте» (фр. Le Petit Futé) — серия путеводителей на французском языке. Основана в 1976 году французами, студентами Высшей школы коммерции (фр. Hautes études commerciales) Домиником Озиасом и Жан-Пьером Лабурдетом. Первая книга серии выпущена в Нанси и посвящена этому городу. Последующие издания серии, выходившие по-французски, описывали достопримечательности крупных французских, а затем и европейских городов. В настоящее время в серии вышло более 400 книг. Книги изданы дёшево, и вся серия ориентирована на туристов, которых не интересует глубокое изучение темы. Описаны лишь стандартные достопримечательности, и довольно поверхностно. Путеводители серии сгруппированы в несколько категорий: по городам, по регионам, по странам, а также тематические. Во Франции основным конкурентом является серия Guide du routard. 
В последнее время путеводители серии переводятся на китайский, русский и польский языки.